# デイヴィッド・リンジー (第3代クロフォード伯爵)
第3代クロフォード伯爵デイヴィッド・リンジー（英語: David Lindsay, 3rd Earl of Crawford、1446年1月17日没（ユリウス暦））は、スコットランド貴族。リンジー氏族の一員。

## 生涯
第2代クロフォード伯爵アレグザンダー・リンジーと妻マージョリー（Marjory、1429年4月23日以降没）の息子として生まれ、1425年11月17日までに騎士爵に叙された。1438年に父が死去すると、クロフォード伯爵位を継承した。
アバディーン州裁判所判事(Sheriff of Aberdeen)を務めた。
スコットランド王ジェームズ2世（在位：1437年 – 1460年）の幼少期にはスコットランドの大貴族といえる立場になり、アバディーン州裁判所判事の官職をクロフォード伯爵家の世襲職（以降1511年まで世襲）にするなど権勢を誇った。
1440年代にセント・アンドルーズ主教ジェイムズ・ケネディと対立して、セント・アンドルーズ主教領に侵攻したため、ケネディに破門された。
1446年1月13日、リンジー氏族と敵対するオグルヴィ氏族との戦闘であるアーブロースの戦いにおいて、流血を避けるために仲介を試みたときに重傷を受けた。戦闘は息子アレグザンダーがそのまま続行して勝利を収めたが、クロフォード伯爵自身は重傷により4日間苦しみ続けた末、17日にフィンヘイヴン城で死去、息子アレグザンダーが爵位を継承した。その後、破門が取り消されるまで埋葬が4日延期された。

## 家族
1423年3月、マージョリー・オグルヴィ（Marjory Ogivlie、1476年以降没、アレグザンダー・オグルヴィの娘）と結婚、5男2女をもうけた。
- アレグザンダー（1453年没） - 第4代クロフォード伯爵
- ウォルター（1476年没） - 1470年、イザベル・レヴィントン（Isabel Levington、1483年以降没）と結婚、子供あり。第9代クロフォード伯爵デイヴィッド・リンジーの曽祖父
- ウィリアム - 子供あり
- ジョン（1450年5月1日没） - ブレッチンの戦いで戦死。子供あり
- ジェイムズ - 子供あり
- ジャネット（1483年頃没） - 第6代ダグラス伯爵ウィリアム・ダグラス（英語版）（1440年没）と結婚
- エリザベス - トマス・モール（Thomas Maule、1498年没）と結婚